# Ol'ga Pučkova
Ol'ga Alekseevna Pučkova (in russo Ольга Алексеевна Пучкова?; Mosca, 27 settembre 1987) è un'ex tennista russa.

## Carriera
Durante la sua carriera da junor, ha giocato sotto la bandiera della Bielorussia, e durante la carriera professionisitica è stata spesso associata alla bandiera bielorussa.
É arrivata in finale al Sunfeast Open 2006 - Singolare perdendo contro Martina Hingis con il punteggio di 6-0, 6-4 per la svizzera. Nello stesso anno è arrivata in finale al Bell Challenge 2006 - Singolare dove perse contro la francese Marion Bartoli (6–0, 6–0 per la campionessa).
Nel 2007 è giunta al 32º posto nel singolare, mentre nel doppio è stata al 247º posto cinque anni più tardi, nel 2012.
Nei tornei del Grande Slam ha raggiunto come miglio rirsultato il terzo turno agli US Open 2012 - Singolare femminile partendo dalle qualificazioni, dove è stata sconfitta dalla numero 10 del tabellone Sara Errani. Negli altri major non si è spinta oltre il secondo turno in quattro occasioni.
Il 2 marzo 2013, perde la finale nel torneo di Brasil Tennis Cup 2013 - Singolare, battuta da Monica Niculescu per 6-2, 4-6, 6-4, dopo aver battuto in semifinale l'ex numero 1 del mondo Venus Williams.
Come migliori risultati in carriera vanta i quarti di finale al Guangzhou International Women's Open 2006 - Singolare e al Bell Challenge 2007 - Singolare, e le semifinali al Tashkent Open 2006 - Singolare e al Baku Cup 2012 - Singolare.
É diventata inattiva dal luglio 2017, non effettuando nessun ritorno nel circuito nè annunciato un ritiro ufficiale.

## Statistiche

### Singolare

#### Sconfitte (3)
| Legenda: Prima del 2009 | Legenda: Dal 2009     |
| ----------------------- | --------------------- |
| Grande Slam (0)         |                       |
| Argenti Olimpici (0)    |                       |
| WTA Finals (0)          |                       |
| Tier I (0)              | Premier Mandatory (0) |
| Tier II (1)             | Premier 5 (0)         |
| Tier III (1)            | Premier (0)           |
| Tier IV (0)             | International (1)     |

| N. | Data              | Torneo                           | Superficie    | Avversaria in finale | Punteggio     |
| 1. | 24 settembre 2006 | Sunfeast Open, Calcutta          | Cemento (i)   | Martina Hingis       | 0-6, 4-6      |
| 2. | 5 novembre 2006   | Bell Challenge, Québec           | Sintetico (i) | Marion Bartoli       | 0-6, 0-6      |
| 3. | 2 marzo 2013      | Brasil Tennis Cup, Florianópolis | Cemento       | Monica Niculescu     | 2-6, 6-4, 4-6 |

## Risultati in progressione
| Sigla | Risultato               |
| ----- | ----------------------- |
| V     | Vincitore               |
| F     | Finalista               |
| SF    | Semifinalista           |
| O     | Oro olimpico            |
| A     | Argento olimpico        |
| SF    | Bronzo olimpico         |
| QF    | Quarti di Finale        |
| 4T    | Quarto turno            |
| 3T    | Terzo turno             |
| 2T    | Secondo turno           |
| 1T    | Primo turno             |
| RR    | Round Robin             |
| LQ    | Turno di qualificazione |
| A     | Assente                 |
| ND    | Non disputato           |

| Legenda superfici    |
| -------------------- |
| Cemento              |
| Terra battuta        |
| Erba                 |
| Superficie variabile |

### Singolare nei tornei del Grande Slam
| Torneo          | 2006 | 2007 | 2008 | 2009 | 2010 | 2011 | 2012 | 2013 |
| --------------- | ---- | ---- | ---- | ---- | ---- | ---- | ---- | ---- |
| Australian Open | A    | 2T   | 2T   | A    | A    | A    | A    | 1T   |
| Open di Francia | A    | 2T   | A    | A    | A    | A    | A    | 1T   |
| Wimbledon       | A    | 1T   | A    | A    | A    | A    | A    | 2T   |
| US Open         | 1T   | 1T   | A    | A    | A    | A    | 3T   | 1T   |

### Doppio nei tornei del Grande Slam
| Torneo          | 2006 | 2007 | 2008 | 2009 | 2010 | 2011 | 2012 | 2013 |
| --------------- | ---- | ---- | ---- | ---- | ---- | ---- | ---- | ---- |
| Australian Open | A    | 1T   | 1T   | A    | A    | A    | A    | A    |
| Open di Francia | A    | 1T   | A    | A    | A    | A    | A    | A    |
| Wimbledon       | A    | 1T   | A    | A    | A    | A    | A    | A    |
| US Open         | A    | 1T   | A    | A    | A    | A    | A    | A    |

### Doppio misto nei tornei del Grande Slam
Nessuna partecipazione